# Orientación sexual
La orientación sexual es el tipo de atracción sexual que una persona siente según el sexo o género de la persona o personas por las que se siente atraída, así como los patrones de atracción que la caracterizan. Inicialmente el concepto de «orientación sexual» respondía a la pregunta sobre «quiénes» son las personas (de qué sexo y género) por las que una persona determinada se ve atraída (homosexual, bisexual, heterosexual, asexual, pansexual, orientaciones flexibles), pero más recientemente algunos especialistas han extendido el concepto de orientación sexual a otros factores de atracción, como las diferencias de edad, las prácticas BDSM/kinky, las modalidades queer, etc. Constituye uno de los tres elementos de la identidad sexual, junto a la identidad de género y el rol de género.
Según la Asociación Estadounidense de Psicología, la orientación sexual deriva entre un continuo marcado por dos extremos, la atracción exclusiva por otro sexo y la atracción exclusiva hacia individuos del mismo sexo; por ello, para su estudio, se consideran cuatro categorías: la heterosexualidad, la homosexualidad, la bisexualidad y la asexualidad. Según la Asociación Estadounidense de Psicología «una persona puede verse atraída por hombres, mujeres, ambos, ninguno, o por personas de género queer, andróginas, o tener otras identidades de género. Los individuos pueden identificarse como lesbiana, gay, heterosexual, bisexual, queer, pansexual, o asexual, entre otras».
La preferencia sexual sugiere un grado de elección que determina la vida sexual de una persona al establecer un género como objeto de deseo, por lo que es incorrecto utilizar el término para referirse a la orientación sexual de una persona. La concordancia o discordancia se refiere a la relación o similitud entre preferencia sexual y orientación sexual. La concordancia refiere personas con preferencias sexuales que coinciden con su orientación sexual (un varón declarado homosexual que sostiene relaciones sexuales con personas del género masculino), mientras que la discordancia hace referencia a la diferencia entre la preferencia sexual y la orientación sexual (una mujer declarada heterosexual que siente atracción sexual a personas del género femenino, que sostiene relaciones sexuales con personas del género masculino y que prefiere ser llamada heterosexual).

## Monosexualidad y polisexualidad

### Monosexualidad
Define un patrón de comportamiento como la atracción emocional o sexual hacia un determinado sexo o género. Dentro de este espectro suele clasificarse la heterosexualidad y la homosexualidad por representar únicamente la atracción hacia un solo grupo específico de personas.
En un concepto más alejado de la clasificación de la orientación sexual, suele decirse que la monosexualidad define un patrón de comportamiento sexual en el que se prefiere la interacción sexual con solo una persona; haciendo referencia a la fidelidad de pareja, la dependencia, la demisexualidad o la atracción específica por una sola persona. Dentro del estudio del comportamiento sexual humano y los roles de género, refiere al proceso mediante el cual una persona de identidad polisexual se establece en un solo patrón de comportamiento sexual en el que solo interactúa con un solo grupo específico de personas que tienen determinado sexo o género (por ejemplo: un varón bisexual de preferencias sexuales androfílicas que ha decidido establecerse sexualmente dentro de relaciones con otros varones). El término monosexualización no debe ser confundido con el término utilizado en diferentes campos de la biología y la sociología, ya que tienen diferentes significados y diferente aplicación. Dentro del campo de la biología, el término monosexualización refiere al proceso biológico en el que un feto adquiere mediante distintos procesos hormonales las características propias de un sexo. Dentro del campo de la sociología, el término monosexualización refiere al establecimiento del poder social dentro de un grupo de personas selecto por su género.

### Polisexualidad
Polisexualidad refiere a un patrón de comportamiento en el que se siente atracción sexual o emocional hacia varios grupos de personas de determinado sexo o género, de manera opuesta a la monosexualidad. El término no debe ser confundido con los términos pansexualidad y poliamor, ya que hacen referencia a distintos patrones dentro del comportamiento sexual. La polisexualidad se distingue de la pansexualidad por representar únicamente la atracción hacia algunos grupos de personas de determinado sexo o género, mientras que la pansexualidad refiere a la atracción plural por distintos grupos específicos de personas en los que se encuentran los géneros binarios y las distintas identidades de género. Dentro de la polisexualidad puede incluirse la atracción hacia ambos géneros binarios o hacia identidades de género que no se encuentran dentro del espectro de los géneros binarios. Diferenciado del concepto de poliamor que refiere a la flexibilidad poligámica de la aceptación de más de una pareja sexual.

## Tendencia sexual
En los estudios referentes a la clasificación de la orientación sexual, suele hablarse de patrones de comportamiento que no se definen como heterosexualidad u homosexualidad, propiamente. En este sentido suelen aplicarse variedad de términos que hacen referencia a los patrones de comportamiento sexual de un individuo, y no al tipo de orientación sexual con la que el individuo se identifica o se reconoce. El término tendencia suele ser utilizado para describir la presencia de patrones de comportamiento sexual (heterosexual u homosexual) regulares en una persona que se reconoce dentro de determinada orientación sexual, cuyos comportamientos, en ocasiones, se alejan de lo que se establece clínicamente como propio de esa orientación sexual. El término tendencia suele ser adherido a un calificativo de la orientación sexual para denotar la presencia de patrones sexuales impropios de la orientación sexual de la que se habla, sin llegar a la necesidad de clasificarlo como bisexualidad o pansexualidad. Existen dos dimensiones dentro de esta clasificación heterosexualidad con tendencias homosexuales, donde una persona que se identifica como heterosexual presenta algún patrón de conducta homosexual, y homosexualidad con tendencias heterosexuales, donde una persona que se identifica como homosexual presenta algún patrón de conducta heterosexual.

### Androfilia y ginecofilia
Androfilia es un término que hace referencia a un patrón en el comportamiento sexual en el que se siente atracción sexual por individuos del sexo masculino, sin importar el tipo de orientación sexual que esté presente. La androfilia puede aparecer como un patrón sexual regular dentro de la clasificación de las orientaciones sexuales en los casos de: un femenino heterosexual, un masculino homosexual, un bisexual y un pansexual. El término suele utilizarse como un concepto de menor extensión que refiere únicamente a los patrones cronofílicos de la atracción por personas adultas del género masculino o a la atracción por pubescentes o postpubescentes de sexo masculino. Andromimetofilia es un término similar a androfilia que refiere a la atracción por individuos femeninos que presentan rasgos culturales o sociales que convencionalmente se asignan a las personas del género masculino en la sociedad tradicional, pudiendo también ser aplicado en algunos casos a femeninos transgénero (transexuales, travestistas, andróginos y algunos casos de genderqueer). Suele clasificarse a la andromimetofilia como un patrón de comportamiento sexual anormal o parafilia como en el fetichismo travestista.
Ginefilia o ginecofilia es un término que hace referencia a un patrón en el comportamiento sexual en el que se siente atracción sexual por individuos del sexo femenino, sin importar el tipo de orientación sexual que esté presente. La ginefilia o ginecofilia puede aparecer como un patrón sexual regular dentro de la clasificación de las orientaciones sexuales en los casos de: un masculino heterosexual, un femenino homosexual, un bisexual y un pansexual. El término suele utilizarse como un concepto de menor extensión que refiere únicamente a los patrones cronofílicos de la atracción por personas adultas del género femenino o a la atracción por pubescentes o postpubescentes de sexo femenino. Ginemimetofilia o ginecomimetofilia es un término similar a ginecofilia que refiere a la atracción por individuos masculinos que presentan rasgos culturales o sociales que convencionalmente se asignan a las personas del género femenino en la sociedad tradicional, pudiendo también ser aplicado en algunos casos a masculinos transgénero (transexuales, travestistas, andróginos y algunos casos de genderqueer). Suele clasificarse a la ginemimetofilia como un patrón de comportamiento sexual anormal o parafilia como en el fetichismo transvestista.
Los términos androfilia y ginecofilia pueden ser utilizados para referirse a la preferencia sexual de una persona, sin la consideración sobre su verdadera orientación sexual. En ocasiones funcionan como un sustituto ético que pretende eliminar la clasificación convencional de la orientación sexual como heterosexual, bisexual u homosexual; aplicando los términos androfilia y ginefilia para eliminar las asociaciones culturales de la homosexualidad con la feminidad y la masculinidad, independientemente del sexo o género del individuo.

## Orientaciones sexuales
Los criterios de la orientación sexual pueden ser clasificados dentro de los parámetros de la monosexualidad y la polisexualidad; siendo la heterosexualidad y la homosexualidad categorías de la monosexualidad; mientras que la bisexualidad y la pansexualidad caen bajo los parámetros de la polisexualidad. Notablemente se consideran tres orientaciones sexuales principales, la heterosexualidad, la homosexualidad y la bisexualidad. Otras orientaciones pueden ser consideradas como orientaciones sexuales específicas o pueden ser catalogadas como una variante de alguna de las orientaciones sexuales primarias, como la pansexualidad que es frecuentemente catalogada como una variante de la bisexualidad. Finalmente, la asexualidad se considera una falta total o parcial de orientación o atracción sexual. Las causas por las que una persona experimenta una u otra orientación sexual son objeto de numerosos estudios. Se han investigado posibles influencias genéticas, hormonales, culturales, sociales y del desarrollo, pero no hay consenso en la comunidad científica para determinar con exactitud qué es lo que determina la orientación sexual. Según John Money, la orientación sexual sucede por una variación del hipotálamo del cerebro. En el caso de la mujer, si la célula monosexual es masculinizante, ella será homosexual; mientras que si es feminizante, será heterosexual. En el hombre pasa al revés: es la masculinizante la que lo hace heterosexual mientras que la feminizante lo hace homosexual.

### Heterosexualidad
La heterosexualidad (del griego ἕτερος [jéteros] 'otro, diferente' y el sufijo sexualidad) es un término utilizado para referirse a la atracción sexual o emocional hacia personas del sexo opuesto. La heterosexualidad es un comportamiento sexual apreciable en diversas especies animales, el cual constituye una mayoría sexual en el promedio poblacional de determinadas especies, es decir, es un patrón de comportamiento muy frecuente entre los individuos de una misma especie. La heterosexualidad es un modelo evolutivo que define el comportamiento sexual reproductivo de las especies, manifestándose con la adaptabilidad, complementación de las gónadas y la compatibilidad de las células reproductivas entre dos individuos de la misma especie. La heterosexualidad se establece como un modelo social percibido en las nociones tradicionales de la familia, la sexualidad y el matrimonio. Este modelo social tradicional frecuentemente se ajusta a la heteronormatividad y el heterosexismo para establecer distintos patrones de comportamiento y distintos aspectos culturales que, prácticamente, suprimen la posibilidad de otras variantes de la orientación sexual. La heterosexualidad, debido a su mayoría poblacional, se ha colocado socialmente como un patrón de los aspectos sociales dentro de la religión y la política. Los modelos políticos y religiosos de la heterosexualidad en la sociedad frecuentemente estipulan la heteronormatividad social, no como una norma, sino como una estipulación que supone a la heterosexualidad como una mayoría poblacional naturalmente designada o una forma de vida en la mayoría poblacional, recayendo en los aspectos del heterosexismo.

### Homosexualidad

En origen, denominada como 'bandera gay', hoy llamada bandera LGBT.

La homosexualidad (del griego ὁμός, "homo" que significa igual y el sufijo sexualidad) es el término social utilizado para referirse a la atracción sexual o emocional hacia personas del mismo sexo. Suele denominarse lesbiana a una mujer homosexual; y gay a un varón homosexual, aunque el adjetivo 'gay' también se utiliza para referirse a mujeres homosexuales. La homosexualidad, como también sucede con la bisexualidad, es un tipo de conducta natural de carácter sexual que aparece manifestada entre los principales patrones de comportamiento sexual de diferentes especies animales.

### Bisexualidad

Bandera de la bisexualidad.

La bisexualidad es una orientación sexual o emocional hacia personas del sexo opuesto y del sexo propio, o bien se trata de una orientación sexual o emocional hacia personas de cualquier género, incluidos los géneros no binarios. Cuando se acepta como válida esta última definición, la pansexualidad se puede usar como un sinónimo de la bisexualidad. Una forma intermedia de entender la bisexualidad es la heteroflexibilidad o bicuriosidad, propia de personas heterosexual con cierta orientación a la homosexualidad, cuyas preferencias sexuales se dirigen ocasionalmente hacia personas del mismo sexo, pese a que el individuo se identifique como heterosexual. Otras orientaciones derivadas de la bisexualidad (siempre que se acepte la definición más amplia de la bisexualidad, incluyendo en ella la atracción hacia personas no binarias) son la polisexualidad (persona que se siente atraída por más de dos géneros, bien sean binarios o no binarios) y la omnisexualidad (persona que se siente atraída por todos los géneros, tanto por los binarios como por los no binarios). Igual que sucede con la homosexualidad, la bisexualidad se manifiesta como un comportamiento sexual natural en diversas especies animales.
En opinión de Alfred Kinsey, la bisexualidad es una fijación transitoria entre la heterosexualidad y la homosexualidad, según su ubicación en el continuo homosexual-heterosexual. Esto es, se trata de una combinación de las conductas heterosexual y homosexual. Según Sigmund Freud, el ser humano nace con orientación bisexual y conforme se desarrolla, adquiere y unifica su sexualidad hacia una sola orientación, ya sea heterosexual u homosexual. La bisexualidad se manifiesta como un comportamiento sexual natural en diversas especies animales.

### Pansexualidad

Bandera de la pansexualidad.

La pansexualidad es una orientación sexual o emocional hacia cualquier persona, independientemente de cuál sea su género o su sexo. Aunque a menudo se considera que bisexualidad y pansexualidad son sinónimos, algunos pansexuales afirman que los bisexuales siguen patrones binarios (masculino-femenino), mientras que los pansexuales no tienen en cuenta los géneros, sino las personas. Un pansexual se siente atraído por cualquier persona, más allá de cuál sea su género (masculino, femenino o no binario) o sexo (macho, hembra o intersexual). Las personas pansexuales afirman que para ellos el género y el sexo son conceptos vacíos de significado o que no tienen importancia a la hora de sentir atracción. Existen varios términos que pueden catalogarse bajo los criterios de pansexualidad, destacando la polisexualidad (personas que se sienten atraídas por más de dos géneros, bien sean binarios o no binarios) y la omnisexualidad (personas que se sienten atraídas por todos los géneros, tanto por los binarios como por los no binarios). Sin embargo, suele afirmarse que la polisexualidad y la omnisexualidad son variantes de la bisexualidad, ya que ambas orientaciones sexuales siguen patrones propios del binarismo de género (masculino-femenino).

### Asexualidad

Bandera de la asexualidad.

La asexualidad es la falta parcial o total de  atracción sexual hacia cualquier tipo de orientación sexual, por lo que a menudo no se cataloga bajo los parámetros de orientación sexual. Sin embargo, organizaciones como Asexual Visibility and Education Network buscan el reconocimiento de la asexualidad como una orientación sexual que se catalogue bajo los parámetros psicológico-sociales de la heterosexualidad, la homosexualidad y la bisexualidad. Dentro de la conducta asexual, el individuo manifiesta poca o ninguna atracción sexual hacia otros, pero esto no exime a las personas asexuales de experimentar atracción emocional, afectiva o romántica hacia otras personas. La asexualidad no debe confundirse con el celibato o la abstinencia, que son sólo la supresión de las relaciones sexuales por motivos religiosos o personales, no involucrando la supresión del deseo sexual. Aquellas personas que tienen una atracción sexual normativa se definen como alosexuales. La asexualidad tiene variables según el grado de atracción, destacando la demisexualidad y la grisexualidad.

## Evolución y origen
Existen distintas hipótesis que relacionan el origen de la orientación sexual como el producto de una serie de determinaciones biológicas y sociales a las que se somete el individuo durante su etapa prenatal o postnatal. Las teorías queer modernas que refieren al origen de la orientación sexual suelen favorecer la hipótesis de que la orientación sexual se debe completamente a eventos biológicos que ocurren en la etapa prenatal del individuo, rechazando los componentes sociales y su influencia en la vida del individuo debido a una nula relación entre las relaciones familiares y la orientación sexual de una persona. Los estudios de la orientación sexual suelen estar principalmente enfocados al origen de la homosexualidad y la bisexualidad en el comportamiento sexual humano, ya que se presupone a la heterosexualidad como un modelo natural propio de la reproducción sexual, aunque también la heterosexualidad sea objeto de estudio.

### Origen biológico
El origen biológico de la orientación sexual suele ser explicado en diversas hipótesis. En diversos estudios sobre el origen biológico de la orientación sexual suelen identificarse tres dimensiones biológicas principales que podrían ser determinantes de la orientación sexual y diversos factores del comportamiento sexual humano; en estas dimensiones se clasifican las hipótesis por su origen genético, por su origen hormonal y por su origen estructural.
Dentro de las hipótesis de origen estructural, meramente biológicas, se encuentran las hipótesis de la naturaleza sexual animal y la homosexualidad en animales, además la fisiología humana que comprende el sistema nervioso en relación con la orientación sexual y la hipótesis rechazada de que las orientaciones queer se deban a los efectos patológicos de un virus. Las hipótesis que corresponden a la explicación de la orientación sexual como origen genético normalmente basan sus hipótesis en la posibilidad de existencia de un gen específico o modelo de determinación evolutiva que explique las distintas variantes de la orientación sexual. Las hipótesis que corresponden a la explicación de la orientación sexual como origen hormonal suelen hacer hincapié en la determinación bioquímica de la orientación sexual, producto de la alteración de la acción del hipotálamo debido a su exposición a agentes hormonales sexuales en la etapa prenatal.

#### Naturaleza animal

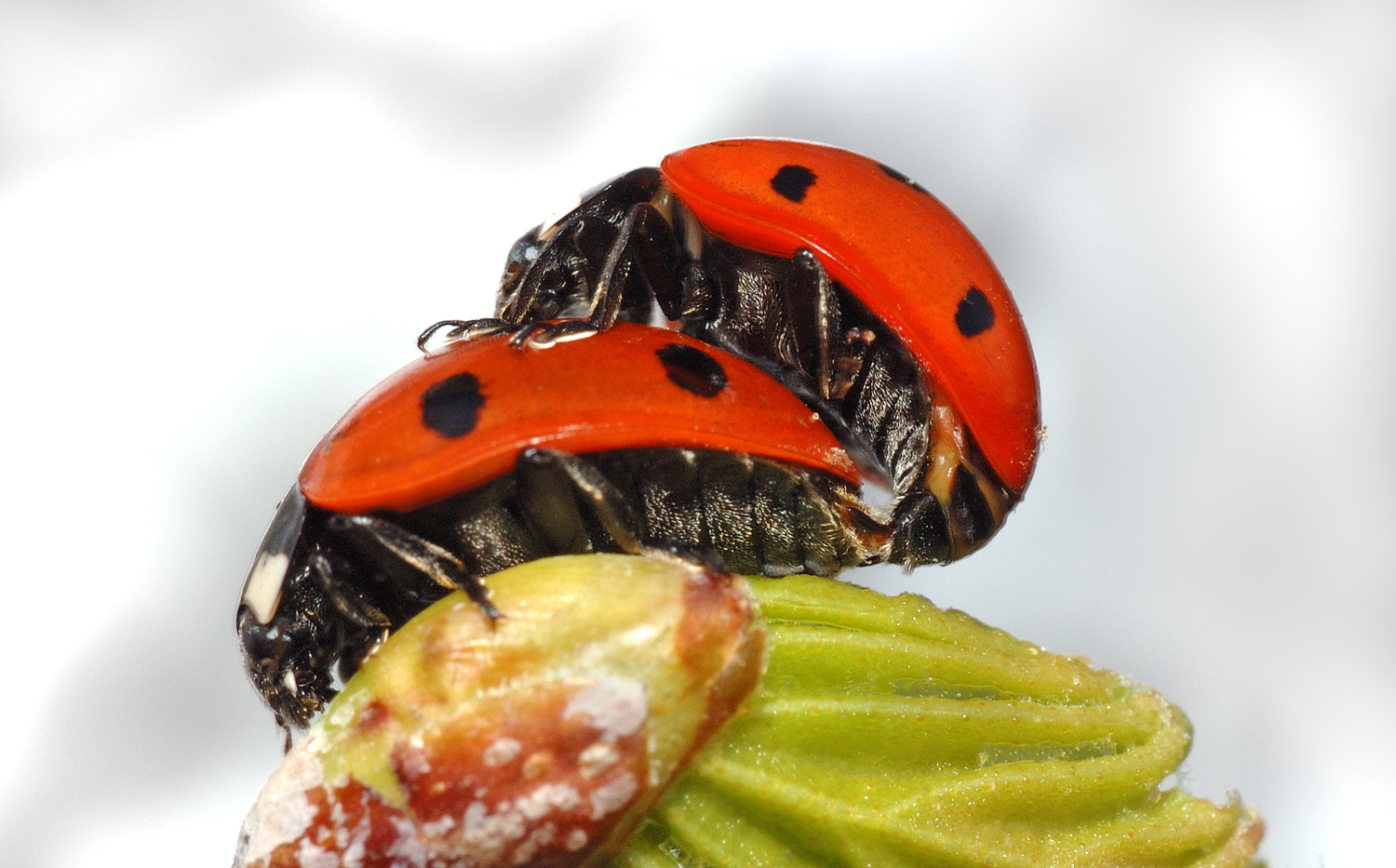
Apareamiento entre ejemplares de Coccinella septempunctata.

La heterosexualidad es una conducta cuya finalidad principal es que se produzca el apareamiento y la subsiguiente reproducción, como mecanismo involucrado en la conservación de las especies. Los sexos se identifican, salvo anomalías, en base al dimorfismo sexual que a su vez influye en las gónadas y estas en las hormonas que gobiernan las conductas reproductivas; es decir, en las características fenotípicas. La atracción intersexual es el mecanismo biológico que facilita el proceso hasta alcanzar la combinación del material genético de ambos progenitores y en algún momento la crianza de la descendencia. Las características evolutivas de la selección natural permiten el desarrollo de adecuaciones corporales que permitan la fecundación y la combinación genética de dos individuos de la misma especie en un producto generacional. Naturalmente, las especies que rigen su ciclo reproductivo de acuerdo a la reproducción sexual, presentan órganos especializados que facilitan la fecundación en el acto de la cópula o apareamiento.

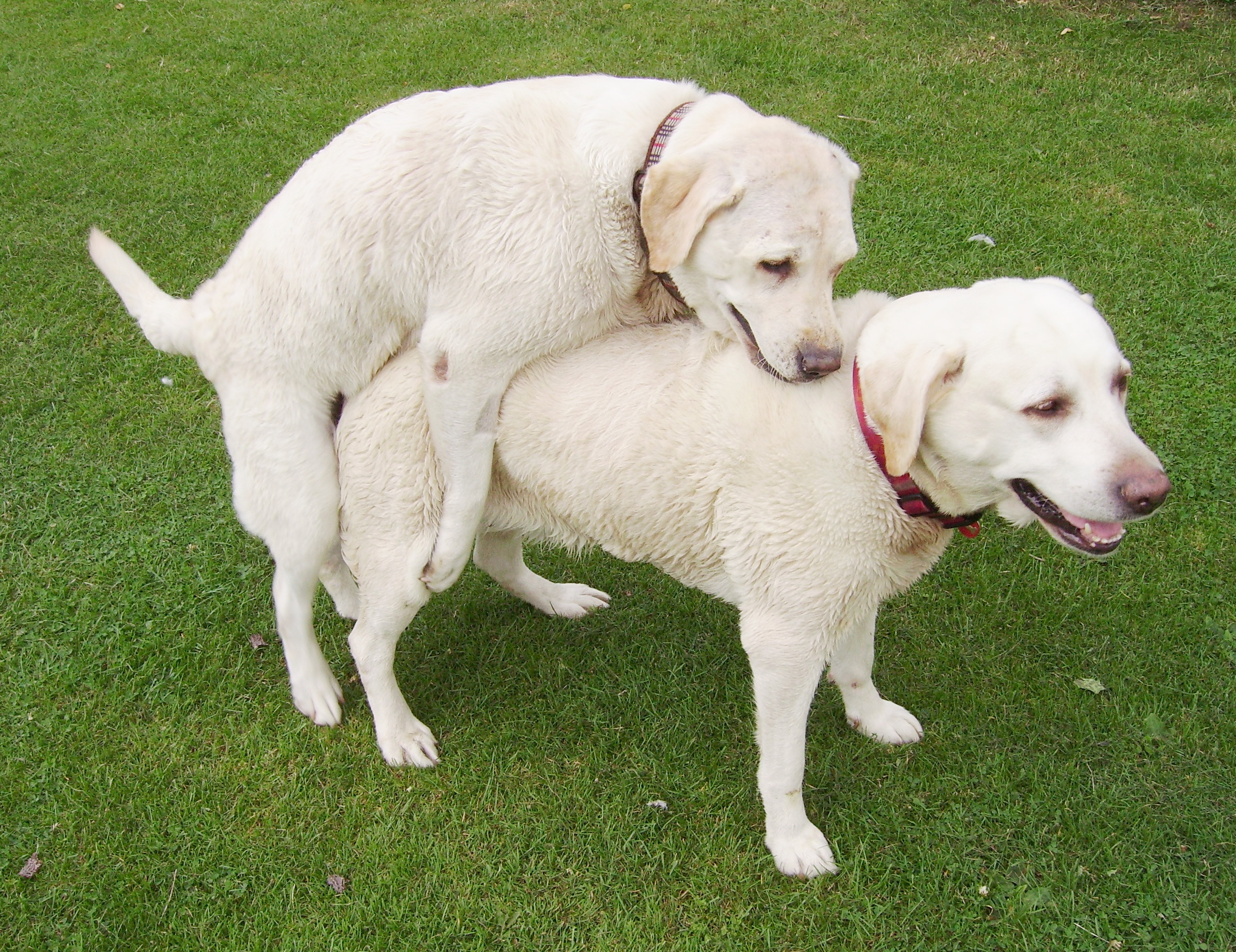
Ejemplares hembras de Labrador retriever en juego sexual.

La homosexualidad y la bisexualidad son patrones de comportamiento sexual que pueden ser apreciados en alrededor de 1500 especies animales que, pueden o no, tener una relación evolutiva con la familia Hominidae a la que pertenece el Homo sapiens. La homosexualidad y la bisexualidad son recurrencias poblacionales en distintas especies animales que se manifiestan como una variante biológica del comportamiento sexual animal. En las especies animales que manifiestan conducta homosexual suelen observarse patrones de comportamiento comunes que no necesariamente involucran la cópula homosexual, sino que, en algunas ocasiones, puede manifestarse simplemente como la necesidad de un individuo de establecer vínculos biosociales con individuos de su mismo sexo.
La observación del comportamiento homosexual animal en especies es originado de un estudio contemporáneo de los modelos queer que intentan fundamentar el comportamiento homosexual humano como una variante biológica común en distintas especies. En el estudio de los patrones de homosexualidad animal se reconoce a Joan Roughgarden, Bruce Bagemihl y Paul Vasey como los introductores globales de las investigaciones sobre la naturalidad homosexual en especies animales ajenas a la humana. Los patrones de comportamiento sexual animal relacionados con la homosexualidad y la bisexualidad se manifiestan en una menor recurrencia poblacional que la heterosexualidad. La poca recurrencia de orientaciones distintas a la mayoría sexual heterosexual se sustenta bajo el modelo tradicional de la demografía de la orientación sexual, lo que podría suponer una variante biológica poco frecuente en el comportamiento sexual de diversas especies animales.
La asexualidad puede manifestarse como un tipo de comportamiento sexual animal con poca recurrencia poblacional, ya que su origen biológico se atribuye a la determinación fisiológica y la capacidad hormonal de un individuo. La hipótesis sugiere la determinación de la asexualidad como la baja o nula respuesta sensitiva de la testosterona en función de la excitación sexual o un tipo de determinación in utero. El modelo de la asexualidad animal basa su especificación en el modelo de la homosexualidad animal, debido a la existencia poblacional de individuos pertenecientes a especies animales que no han sido castrados, los cuales no experimentan ningún tipo de comportamiento sexual heterosexual u homosexual.

#### Hipótesis de un virus gay
El virus gay o germen gay es una hipótesis rechazada sobre la causa de la homosexualidad, cuyos principios sugieren la existencia de un virus humano que provoca el comportamiento homosexual. Fue propuesta por Gregory Cochran y Paul W. Ewald como un intento de encontrar una causa microbiana a lo que entonces se consideraba una enfermedad. La hipótesis partía del supuesto de que la homosexualidad era una conducta patológica provocada por la actividad de un virus, el cual desencadenaba respuestas patológicas que causaban una alteración de la estructura cerebral del supuesto infectado. Cochran y Ewald concluyeron que el supuesto virus se concentraba en zonas urbanas, cuyos habitantes eran más propensos a contraer el virus ya que existía una mayor cantidad de personas homosexuales en zonas urbanas. Pero al no tener pruebas científicas o argumentos contundentes que especificasen el porqué, ha sido descartada como real en la mayoría de los países desarrollados.

#### Estructura cerebral y orientación sexual
La hipótesis de la estructura cerebral en relación con la orientación sexual se basa en el análisis estructural y fisiológico de la conformación cerebral y la manifestación de diferencias físicas entre personas heterosexuales y personas homosexuales (diferencias obtenidas del análisis del hipotálamo, sección encefálica determinante en los procesos naturales del comportamiento sexual humano). La hipótesis de la estructura cerebral sugiere que la determinación de la orientación sexual de un individuo depende del estructura y desarrollo del hipotálamo en la conformación fisiológica del sujeto, desarrollo que puede presentarse en distintos procesos bioquímicos que se relacionan con la hipótesis de determinación in utero.
La diferencia en la estructura cerebral corresponde a cada uno de los género binarios y las distintas orientaciones sexuales, ya que se presentan diferencias apreciables en la proporción del hipotálamo de las muestras según su género u orientación sexual. En el año de 1990, Dick F. Swaab y Michel A. Hofman, determinaron características del dimorfismo sexual cerebral que se manifestaba en una distinta proporción de tamaño en el núcleo supraquiasmático entre varones heterosexuales y varones homosexuales (estudio que estableció la base para determinar las componentes biológicas de la determinación de la transexualidad). El experimento de Swaab y Hofman consistió en el sometimiento de ejemplares de ratas al tratamiento con ATD (1,4,6-Androstatriene-3,17-dione), un componente químico Inhibidor que evita la transformación de la testosterona en estradiol, capaz de alterar el comportamiento social y sexual animal. El experimento concluyó en la presentación de resultados en tres distintas poblaciones de ratas. Las ratas que fueron tratadas pre-natalmente y postnatalmente con ATD presentaron una mayor cantidad de neuronas concentradas en el núcleo supraquiasmático, además de que una muestra de dicha población presentó comportamiento bisexual. La tercera población de ratas no se sometió a ningún tratamiento, por lo que no manifestó comportamientos extraordinarios. Los resultados obtenidos de la observación del grupo de ratas sirvieron de base para la hipótesis que sugiere que un número elevado de neuronas vasopresoras en el núcleo supraquiasmático de un masculino adulto homosexual puede reflejarse en las diferencias en la interacción de las hormonas sexuales y el desarrollo cerebral prenatal y postnatal. El estradiol es frecuentemente relacionado con una importancia estructural que lo liga a la diferenciación de la estructura cerebral de ambos géneros binarios, pudiendo tener resultados como un determinante hormonal prenatal del comportamiento sexual humano.
En el año de 1992, Laura Allen y Roger Gorski establecieron la proporción de la comisura anterior en tres poblaciones distintas que contenían 30 varones homosexuales, 30 varones heterosexuales y 30 mujeres heterosexuales. Los resultados arrojaron una diferencia en la proporción de la comisura anterior de las muestras, mostrando que los varones homosexuales poseían comisuras anteriores de mayor tamaño, seguidas en proporción por las muestras de mujeres heterosexuales y varones heterosexuales, quienes registraron un menor tamaño en las comisuras anteriores. El estudio fue retomado por William Byne y Bruce Parsons en el año de 1993, quienes registraron distintos márgenes en la proporción de la comisura anterior de varones heterosexuales y varones homosexuales, concluyendo en que el tamaño de las comisuras anteriores era variable y no dependía de género, ni orientación sexual.
William Byne y Bruce Parsons sugieren una hipótesis que relaciona el transgénero con la homosexualidad, estableciendo una hipótesis que sugiere que los rasgos conductuales biológicamente establecidos que se relacionan con las diferencias de género facilitan el desarrollo de la homosexualidad en masculinos, experimento que se corrobora con el fenómeno de la homosexualidad precursada por la inconformidad de género infantil. Byne y Parsons sugieren que dichas conductas son producidas por efectos hormonales en la corteza cerebral, y no en el hipotálamo.
Simon LeVay estudió cuatro tipos de neuronas del hipotálamo, denominadas INAH1, INAH2, INAH3 y INAH4. Las neuronas INAH resultan de gran importancia en el estudio de LeVay debido a su función en el comportamiento sexual humano y a la distinta proporción de tamaño que presentaron en muestras masculinas y femeninas pertenecientes a estudios de años anteriores. El experimento de LeVay consistió en el análisis de 41 cerebros de cadáveres identificados con distintos géneros y orientaciones sexuales: 19 varones homosexuales fallecidos por sida, 16 varones heterosexuales (6 de los cuales fallecieron de sida) y 6 mujeres heterosexuales (una de ellas muerta de sida). LeVay no encontró pruebas de diferencias de tamaño de las neuronas INAH1, INAH2 o INAH4. Aunque el grupo INAH3 parecía ser el doble de tamaño en masculinos heterosexuales que en el de los masculinos homosexuales que sería de un tamaño similar al INAH3 del cerebro de los femeninos heterosexuales. El estudio no es completamente aceptado por su insignificancia estadística y la posibilidad que los resultados fuesen alterados por la presencia de muerte de sida en el análisis.
El experimento de LeVay fue retomado por William Byne. Byne analizó las neuronas INAH de distintas muestras humanas de 14 masculinos homosexuales fallecidos de sida, 14 masculinos heterosexuales (10 fallecidos de sida) y 34 femeninos heterosexuales (9 fallecidos de sida). Encontraron diferencias de tamaño de las INAH3 entre varones y mujeres, de manera similar al estudio de LeVay. El tamaño de las INAH3 de los varones homosexuales parecía ligeramente menor que la de los heterosexuales pero mayor que la de las mujeres heterosexuales, aunque ninguna de ambas diferencias tenía significancia estadística.
En 2010, Dick F. Swaab y Alicia Garcia-Falgueras determinaron que la orientación sexual se debe completamente a la reacción hormonal del feto con la testosterona liberada en la gestación materna. Dicha reacción es determinante en la diferenciación dimórfica del producto como un macho biológico o una hembra biológica, reacción que también tiene efectos sobre las células nerviosas del individuo. Esta alteración en las células nerviosas refuerza la hipótesis de la determinación in utero, atribuyendo la orientación sexual a eventos totalmente biológicos y no sociales, debido a que la homoparentalidad y la monoparentalidad no tienen efectos en la orientación sexual de los infantes.

#### Origen genético

##### Estudios sobre gemelos

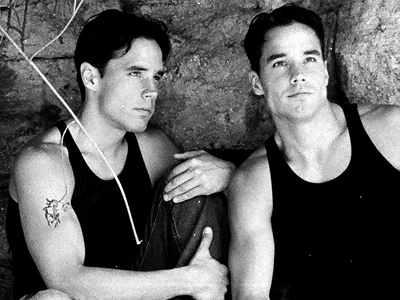
Gary y Larry Lane, actores y gemelos idénticos gay en 2012.

En diversos estudios en gemelos, dedicados a analizar las probabilidades estadísticas de la homosexualidad y las componentes genéticas de la misma, se ha tratado de aislar los factores genéticos que producen el comportamiento homosexual en humanos, basados en la coincidencia estadística de las homosexualidad en gemelos de monocigoto (fenómeno popularmente denominado en el habla inglesa como gay twins).
El estudio original es establecido por Michael Bailey y Richard Pillard de la Universidad de Boston en el año 1991. El estudio se condujo mediante el análisis de gemelos de monocigoto y gemelos de dicigoto en una encuesta poblacional. En el análisis de gemelos de monocigoto, también llamados gemelos idénticos, se determinó que un porcentaje de 52% en la población analizada presentaba orientación sexual homosexual cuando el otro individuo presentaba orientación sexual homosexual. En el análisis de gemelos de dicigoto, también llamados gemelos fraternales, se determinó que el 22% de la población analizada presentaba orientación sexual homosexual cuando el otro individuo presentaba orientación sexual homosexual. Los resultados de la "homosexualidad compartida" entre gemelos monocigóticos estableció la hipótesis de la existencia de un componente genético que determina la orientación sexual de un individuo mediante un grupo de variantes genéticas del polimorfismo genético y la herencia genética. El estudio de Bailey y Pillard fue corroborado por Scott L. Hershberger en el año 2001, en donde demostró la existencia clara de un componente genético en la determinación de la orientación sexual, debido a la concordancia en orientación sexual heterosexual y homosexual que presentaron individuos de monocigoto que analizó en la reproducción del análisis original. Michael Bailey, con el apoyo de Michael P. Dunne y Nicholas G. Martin, realizaron un censo poblacional sobre la orientación sexual de gemelos de monocigoto y dicigoto que vivían en Australia en el año 2000. Como resultado del censo, se determinó que un 30% de los 4900 gemelos monocigóticos encuestados, resultaron ser ambos homosexuales.

##### Ligamento cromosómico ygay gene
Dean Hamer encabezó una encuesta poblacional en el año 1993 sobre el análisis genético de 76 hermanos masculinos gay y el análisis de sus respectivos antecedentes genealógicos. La encuesta arrojó la coincidencia poblacional que establecía que los varones homosexuales presentaban una mayor cantidad de familiares homosexuales en su rama materna que en su rama paterna. Estos resultados promovieron el estudio de los antecedentes familiares de masculinos homosexuales, y el análisis y rastreo genético de los ligamientos del cromosoma X en su mapa genético. Hamer estableció la hipótesis de la existencia de un gen particular que determina la homosexualidad (hipótesis conocida como gay gene en el habla inglesa) que parecía ser transmitido maternalmente y que parecía ubicarse en la ranura de Xq28. Hamer eligió 40 pares de hermanos que presentaban orientación sexual homosexual y encontró que 33 de ellos compartían un conjunto de cinco marcadores genéticos idénticos en el cromosoma X. Hamer reportó el 19 de julio de 1993 para la revista Science, la posible existencia de un gen o varios genes que determinan el comportamiento sexual de una persona heterosexual u homosexual.
El experimento de Hamer fue reproducido posteriormente por Stella Hu en el año 1995, quien analizó una muestra poblacional de varones homosexuales y determinó que el 64% del material genético compartía un mismo marcador ubicado en la ranura Xq28 del cromosoma X. Estudios posteriormente realizados sobre el análisis de varones homosexuales (Estudio de Bailey del año 1999; y el estudio de Macknight y Malcolm del año 2000) y su genética establecen distintas discrepancias científicas, ya que no lograron replicar los resultados obtenidos por Hamer y Hu. Brian S. Mustanski realizó un análisis en el año 2005 sobre el genoma completo de los individuos y los familiares de estos en los experimentos de Hamer y Hu. Mustanski encontró distintos locus hipotéticos para el gen que determina la orientación sexual en 7q36, 8p12 y 10q26, el último mostrando una mayor relación con la genética maternal (lo que respaldaría la hipótesis de Hamer).
En el año 2008 se produjo una leve respuesta social sobre la interpretación, según organizaciones políticas de bases religiosas y conservadoras en Estados Unidos, sobre el artículo Answers to Your Questions For a Better Understanding of Sexual Orientation & Homosexuality (2008) de la American Psychological Association; este artículo establece la posibilidad de que la orientación sexual puede ser determinada de acuerdo a la interacción de factores biológicos y sociales, asegurando que es imposible determinar las causas exactas de la homosexualidad hasta el momento debido a la inexistencia de estudios científicos verificables. Ante esta publicación se afirmó que la American Psychological Association había rechazado la hipótesis genética de la orientación sexual, lo que se interpretó públicamente como que esta organización había afirmado que la homosexualidad era adquirida, voluntaria, un padecimiento psiquiátrico o una condición psicológicamente ocasionada. Se desconoce una publicación oficial verificable de la American Psychological Association que sustente lo expresado por dichas organizaciones.
A pesar de que se desconoce la existencia y locus preciso del "gen de la homosexualidad", se señala que podría ser determinada por la herencia de un gen polimórfico complejo, es decir, un gen raro que comprende varias características, pero que solo puede manifestar una única característica en la construcción del fenotipo. Actualmente se establece un nuevo modelo de la "genética homosexual" que se determina por la presencia de un gen polimórfico que determina la feminización y la masculinización biológica de un individuo. Dicho modelo sugiere la presencia de la homosexualidad como una posible variante recesiva de la orientación sexual heterosexual.
Un estudio realizado en 2019 por investigadores de la Universidad de Harvard y el Massachusetts Institute of Technology (MIT), descarta la idea de que la atracción por las personas del mismo sexo depende de un único gen. La investigación publicada en la revista Science, estableció que «miles de variantes genéticas que podrían relacionarse con entre el 8 y el 25% del comportamiento homosexual en toda la población». En dicha investigación se usaron los datos de 409.000 personas inscritas en el proyecto Biobank, de Reino Unido, y de 68.500 registradas en la compañía de genética 23andMe, de Estados Unidos (100 veces más grande que la segunda investigación de este tipo), y, usando el método GWAS, se escanearon los genomas completos de los participantes, encontrando miles de variantes asociadas modestamente con la homosexualidad, a través de las cuales resulta imposible predecir el comportamiento sexual de un individuo hacia las personas del mismo sexo. Solo se encontraron cinco variantes relacionadas significativamente con este rasgo, las que, combinadas, explican «menos del 1% de la variación de la conducta sexual con personas del mismo sexo». En conclusión esta variación del ser humano no está dada por los genes pero «Incluso si la homosexualidad no está determinada genéticamente, como muestra este estudio, eso no significa que no sea de alguna manera una parte innata e indispensable de la personalidad de un individuo»

##### Determinación evolutiva
El modelo natural de la heterosexualidad presupone un adecuamiento de los organismos animales a los procesos de la reproducción sexual. La determinación evolutiva corresponde al modelo de la selección natural como determinante de la orientación sexual, relacionándose con la hipótesis de la naturaleza animal. La heterosexualidad basa su modelo en la complementación natural de géneros para los procesos de reproducción. En el caso humano, la orientación sexual heterosexual es un modelo que asegura la reproducción debido a que se ajusta fisiológicamente a la complementación de gametos y gónadas para producir la replicación de la especie. Dentro de la evolución del sexo, los animales han evolucionado para adquirir un determinado aparato reproductor y aditamentos de cortejo dimórficos, propios de hembras biológicas o machos biológicos.
Una hipótesis que concierne al origen genético de la homosexualidad y la bisexualidad, estipula la posible existencia de un gen en la construcción cromosomática que determine la conducta sexual homosexual en el humano. Existen especies animales en que los patrones sexuales e intersexualidad son ocasionados por procesos evolutivos detonados por cambios genéticos, produciendo ejemplares metamasculinos y metafemeninos, tal es el caso de la especie Drosophila melanogaster (especie que comparte varias similitudes genéticas con la especie humana). En la misma hipótesis del origen genético de la homosexualidad se establece que la homosexualidad puede ser transmitida a la descendencia por la figura materna. También se sostiene que la identidad materna de la descendencia homosexual tiene una mayor capacidad de fecundidad que la identidad materna de la descendencia heterosexual, sugiriendo a la homosexualidad como un modelo evolutivo de selección natural diseñado para reducir el nivel de fecundidad de una generación de una especie (descendencia homosexual), ya que la anterior generación de la especie (identidad materna) poseía la fecundidad suficiente para producir más ejemplares de la especie.

#### Origen hormonal
Se sugiere que la orientación sexual es definida desde el nacimiento y que depende de la capacidad del feto a reaccionar a diferentes agentes hormonales que lo someten a procesos químicos de la monosexualización in utero. El feto es sometido a la acción de la testosterona liberada por el organismo materno, desencadenando la sexualización del feto cuando la testosterona entre en contacto con el feto, o no exista contacto alguno; el contacto con la testosterona permitirá la evolución del feto como un macho biológico y su nulo contacto producirá la evolución del feto como una hembra biológica, aunque pueden ocurrir otras variantes como la intersexualidad y la androginia física cuando existen niveles irregulares en el contacto de la testosterona debido a una acción de los antígenos maternos. Esta hipótesis relaciona a la identidad materna con el origen de la homosexualidad.[cita requerida]

##### Determinaciónin utero
En 1990, Dick F. Swaab y Michel A. Hofman, determinaron las diferencias cerebrales del núcleo supraquiasmático entre varones heterosexuales y varones homosexuales . El experimento de Swaab y Hofman consistió en el sometimiento de grupos de ratas al tratamiento con ATD, un componente químico Inhibidor que evita la transformación de la testosterona en estradiol, capaz de alterar el comportamiento social y sexual animal. El experimento concluyó en la presentación de resultados en tres distintas poblaciones de ratas. Las ratas que fueron tratadas pre-natalmente y postnatalmente con ATD presentaron una mayor cantidad de neuronas concentradas en el núcleo supraquiasmático, además de que una muestra de dicha población presentó comportamiento bisexual. La tercera población de ratas no se sometió a ningún tratamiento, por lo que no manifestó comportamientos extraordinarios. Los resultados obtenidos de la observación del grupo de ratas sirvieron de base para la hipótesis que sugiere que un número elevado de neuronas vasopresoras en el núcleo supraquiasmático de un masculino adulto homosexual puede reflejarse en las diferencias en la interacción de las hormonas sexuales y el desarrollo cerebral prenatal y postnatal. El estradiol es frecuentemente relacionado con una importancia estructural que lo liga a la diferenciación de la estructura cerebral de ambos géneros binarios, pudiendo tener resultados como un determinante hormonal prenatal del comportamiento sexual humano. William Byne y Bruce Parsons sugieren que tanto el transgénero y la homosexualidad se deben a efectos hormonales ocurridos en la corteza cerebral, experimento que es respaldado con el fenómeno de la homosexualidad precursada por la inconformidad de género infantil.
Dick F. Swaab y Alicia Garcia-Falgueras determinaron en un estudio de 2010 que el cerebro humano manifiesta una diferenciación dimórfica a medida que el feto es sometido a agentes hormonales naturales en el desarrollo gestacional dentro del cuerpo materno, estabeciendo el origen de la homosexualidad como un evento totalmente biológico ocasionado por eventos bioquímicos in utero. El cerebro del producto se desarrolla como consecuencia de la asimilación de las hormonas maternas que promueven la sexualización (hormonas liberadas por el organismo materno que promueven la diferenciación del feto, es decir, incitan al desarrollo corporal del feto para que se diferencíe como masculino o como femenino). La sexualización de un feto depende de la asimilación del feto y su reacción catalizante o nula reacción con la testosterona; en el caso de reaccionar con la testosterona liberada por el organismo materno, el feto asimilará la forma masculina, en el caso de no reaccionar con la testosterona, tomará la forma femenina. La testosterona actuará en diferentes magnitudes dentro del organismo, lo que produciría distintos efectos bioquímicos sobre las células nerviosas del feto, manifestándose en varias posibilidades sexuales que afecten la identidad de género y la orientación sexual del sujeto. Esta hipótesis refuerza la hipótesis de la orientación sexual como producto de la acción hormonal in utero. La hipótesis sirve como base para los estudios queer modernos que rechazan todo tipo de componente social o psicológico dentro de la determinación de la orientación sexual (principalmente la homosexualidad y la bisexualidad), ya que se ha demostrado que el ambiente familiar monoparental u homoparental no tiene ningún tipo efecto en la identidad de género o la orientación sexual del infante sometido a la interacción con dicho ambiente.
Como variantes de la hipótesis de la orientación sexual como un proceso hormonal in utero se establecen hipótesis adicionales como la hipótesis del efecto del orden de nacimiento de los hermanos y la hipótesis de la inconformidad de género infantil como un proceso enteramente biológico. La hipótesis del efecto del orden de nacimiento de los hermanos sugiere que existe una mayor probabilidad de homosexualidad en individuos masculinos que descienden de una cadena de nacimientos de otros individuos masculinos, es decir, la homosexualidad en una persona es más probable si esta es la menor de una serie de nacimientos masculinos anteriores (hermanos mayores). Este proceso es determinado por una acción hormonal materna que es establecida por una acumulación de estrógenos en los posibles nacimientos femeninos que se convirtieron en nacimientos masculinos. Esta hipótesis refuerza la hipótesis de que la orientación sexual es determinada por procesos hormonales. La incorformidad de género infantil es un fenómeno psicológico en el que un individuo prepubescente no se identifica con los patrones sociológico y psicológicos de su género, en cambio se identifica con los del género opuesto. De esta manera, se considera a este fenómeno un precursor de la homosexualidad, al alterar la identidad de género del individuo.
El bisfenol A (BPA) es un componente químico presente en varios artículos plásticos (refractarios, alimentos enlatados y empaques plásticos), el cual suele ser reconocido por sus efectos hormonales en el cuerpo humano y ser registrado como causante de diversos padecimientos como: cáncer, pubertad precoz, obesidad, impotencia sexual, alteraciones en el desarrollo mamario, infertilidad, deseo sexual reducido, etcétera. El bisfenol A suele ser identificado como un posible componente de riesgo que afecta el comportamiento sexual animal, debido a que el BPA puede comportarse como estrógeno y alterar las funciones hormonales naturales del cuerpo humano. En el año 2010 se hizo un estudio científico en el que se aplicaban dosis de BPA a varios especímenes de ratones con el fin de observar las consecuencias de este químico en el desarrollo hormonal; los resultados arrojaron que la presencia de BPA implica periodos más cortos de reproductividad entre los especímenes femeninos, además de una concurrencia ocasional de cáncer endócrino.
La relación del BPA con el desarrollo hormonal de la homosexualidad surge con la investigación fisiológica del BPA como feminizador de la química hormonal masculina, resultando en alteraciones endócrinas que propician el desarrollo de la feminización física.[¿cuál?] En el año 2009 se publicó un experimento con macacos (Macaca fascicularis) en el que se observó una aparente feminización conductual en los infantes que fueron sometidos a dosis de BPA durante la gestación; los especímenes masculinos manifestaron una respuesta conductual, social y sensorial hacia sus madres, similar a la respuestas de los especímenes de género femenino, marcándose aparentemente con una conducta de identificación transgénero. Este estudio alzó una respuesta social que afirmó que el incremento poblacional de la homosexualidad masculina podría ser causado por la interacción del BPA (utilizado comercialmente desde el año 1957) en el desarrollo in utero; aunque de esto se entiende que, según la demografía de la orientación sexual, la homosexualidad es más probable en la población y estadística actual debido a la simple duplicación poblacional que existe desde los años 1950, marcado con el periodo de la revolución sexual que permitió la libre expresión de la homosexualidad abierta. En el año 2011 se realizó otro experimento en el que sometió a la dosis de BPA a ratas adultas, ratas que manifestaron una feminización en sus respuestas sensoriales, ya que sus sentidos de ubicación espacial se asemejaron con los sentidos habituales de las ratas de género femenino, además se observó que las ratas macho sometidas al BPA tendían a ser menos atractivas para las hembras. Se desconoce un estudio oficial y verificable que posicione la homosexualidad como consecuencia de la interacción (adulta, infantil o in utero) con el BPA.[cita requerida]

##### Efecto del orden de nacimiento de los hermanos
La hipótesis del efecto del orden de nacimiento de los hermanos es una hipótesis propuesta por el sexólogo Ray Blanchard, la cual establece el origen de la orientación sexual homosexual en masculinos debido a la intervención de diversos procesos hormonales desencadenados por la entidad materna en la etapa de gestación. La hipótesis establece que de una serie de nacimientos masculinos anteriores, aumenta la posibilidad de homosexualidad en nacimientos masculinos posteriores, es decir, a medida que la tasa de orden de nacimiento de varones en nacimientos exitosos aumenta, la probabilidad de que un feto masculino posterior presente homosexualidad aumenta. La hipótesis es simplemente identificada como el efecto del orden de nacimiento de los hermanos debido a la relación entre los hermanos mayores masculinos heterosexuales y su relación con la determinación biológica del hermano masculino menor homosexual.
Blanchard estableció en 2004 que este efecto de homosexualidad predeterminada por el nacimiento de hermanos mayores se debía a la hipótesis de la inmudad materna, la cual sugiere que a medida que la identidad materna consigue embarazos masculinos exitosos, experimentará una inmunización progresiva hacia los antígenos (testosterona) que desencadenarán la monosexualización del feto. Esta inmunización lograda después de cada embarazo masculino desarrollará en el sistema inmunitario materno, anticuerpos anti-masculinos que retendrán un porcentaje de la testosterona que necesita el feto para desarrollar la monosexualización y la diferenciación cerebral dimórfica, por lo que en caso de ser un nuevo masculino, experimentará una "feminización cerebral" in utero que se manifestará en la orientación sexual homosexual.
Blanchard sugirió en el año 2008 que cada embarazo masculino exitoso produciría un 33% de mayores probabilidades de que el último nacimiento masculino sea homosexual, sin embargo, la existencia de embarazos femeninos exitosos en el historial reproductivo de la figura materna reduce dicha probabilidad. La hermandad atribuida a diferentes identidades maternas no tiene efectos en la orientación sexual, es decir, la existencia de hermanos de distintas madres en un mismo entorno familiar no es influyente en la determinación de la homosexualidad.

##### Inconformidad de género infantil
La inconformidad de género infantil es un fenómeno social que se caracteriza por la identificación social de un infante con los atributos sociales tradicionales del género opuesto a su género biológico. El infante presentará una inconformidad con su género biológico que frecuentemente es alimentada por los deseos de pertenecer y ser reconocido como una persona del género opuesto a su género biológico. Suele identificarse con la autoidentificación del infante como una persona del género opuesto o la adopción de ciertos comportamientos que se relacionan tradicionalmente con los del género opuesto (manifestándose en comportamientos transvestistas y preferencia por juguetes diseñados tradicionalmente para infantes del género opuesto). Este fenómeno es estudiado principalmente en la población masculina y es psicológica, biológica y socialmente relacionado con la orientación sexual homosexual.
El sexólogo Richard Green analizó los patrones de la inconformidad de género infantil como precursora de la homosexualidad en su libro The "Sissy Boy Syndrome" and the Development of Homosexuality (1987). Green asegura que la inconformidad de género infantil, fenómeno poblacionalmente mayor en masculinos, puede derivar en orientación sexual homosexual en el posterior desarrollo del individuo. William Byne y Bruce Parsons sugieren que la homosexualidad y el trasgénero en expresión de transexualidad se relacionan debido a un desarrollo in utero de la estructura cerebral, estableciendo una hipótesis que sugiere que los rasgos conductuales biológicamente establecidos que se relacionan con las diferencias de género facilitan el desarrollo de la homosexualidad en masculinos debido a una predisposición natural ocasionada por la acción de agentes hormonales que produjeron una feminización cerebral dimórfica en un individuo masculino en etapa prenatal. Byne y Parsons aseguran que su experimento se respalda con el fenómeno de la homosexualidad precursada por la inconformidad de género infantil. Byne y Parsons sugieren que dichas conductas son producidas por efectos hormonales en la corteza cerebral, y no en el hipotálamo como lo aseguran los estudios de Dick F. Swaab y Michel A. Hofman (1990) y los estudios de Laura Allen y Roger Gorski (1992).

### Origen ambiental
El origen ambiental es una hipótesis que atribuye el establecimiento de la orientación sexual de un individuo en los elementos socioculturales que conforman su entorno. En dichas hipótesis se incluyen diversas hipótesis de origen psicológico que ubican a la orientación sexual como producto de eventos conscientes o inconscientes dentro del desarrollo social y biológico de un individuo. Halperin creía la homosexualidad podía ser ocasionada por problemas familiares no solucionados, concluyó diciendo que un padre débil y una madre fuerte pueden influir en el varón para acabar siendo homosexual.[cita requerida]

#### Hipótesis freudianas
Las hipótesis freudianas de la sexualidad suelen resultar relevantes en la explicación tradicional, no médica, del comportamiento sexual humano. Sigmund Freud creía que toda acción humana era inconscientemente motivada por un impulso sexual al que denominaba libido, evento producido por una transformación analógica de energía del impulso sexual. En la hipótesis del psicoanálisis de establece que dichos impulsos son reprimidos, de tal manera que encuentran una manera inconsciente de manifestarse según la cultura que rodea al individuo. Las posturas de Freud representaron una revolución sexual a la moral victoriana que ocultaba la sexualidad humana, contradiciéndola con las posturas de que todo comportamiento lleva un componente sexual en la hipótesis de la libido y que los infantes son completamente sexuales, proponiendo además, un modelo que sugería la conformación del deseo sexual infantil en la hipótesis del desarrollo psicosexual.
Freud consiguió diversas hipótesis del comportamiento sexual ajeno al heterosexual debido a los estudios de sexología anteriores de Richard von Krafft-Ebing y Magnus Hirschfeld. En una crítica al trabajo del endocrinólogo Eugen Steinach, el cual consistió en el trasplante de los testículos de un varón homosexual en un varón heterosexual en un intento por convertir al varón heterosexual en homosexual, Freud aseguró que el trabajo de Steinach fue relevante en las determinaciones orgánicas del homoerotismo. En este sentido, Freud consideraba que el experimento de Steinach era prematuro y que hubiera sido efectivo en alterar la orientación sexual de una persona solo en casos en que la homosexualidad estuviera fuertemente asociada con características físicas típicas del sexo contrario. El experimento de Steinach era improbable debido a la respuesta inmune de ambos pacientes y a la imposibilidad de la homosexualidad como producto orgánico de las gónadas.
Entre los artículos de Freud sobre el tema están Tres Ensayos Sobre la hipótesis de la Sexualidad (1905) y Algunos Mecanismos Neuróticos sobre Celos, Paranoia y Homosexualidad (1922). Freud consideraba que los humanos nacían con una predisposición natural a la bisexualidad, la cual se convertía en heterosexualidad u homosexualidad de acuerdo a las asimilaciones psicológicas del objeto sexual en la novela familiar del sujeto. La creencia de Freud sobre la bisexualidad inicial se debe a la noción clínica victoriana de que los infantes integraban los dos géneros en su cuerpo debido a la nula manifestación del dimorfismo sexual hasta la etapa de la pubertad. Freud menciona que ciertos casos de homosexualidad se deben a la disforia en la experiencia heterosexual, provocando una inversión de la libido en su objeto sexual.
La homosexualidad femenina según la perspectiva de Freud fue analizada en el ensayo La Psicogénesis de un Caso de Homosexualidad en una Mujer (1920), en donde describe el caso de una mujer joven que es sometida al psicoanálisis por sus padres, en espera de que alguno de estos métodos la "curara" del lesbianismo. En el ensayo, Freud plasma sus consideraciones de que la homosexualidad no era una enfermedad o un problema neurótico y que la terapia no presentaba ningún tipo de resultado exitoso, decía que intentar transformar un homosexual en heterosexual, era tan imposible como intentar transformar un heterosexual en homosexual.
En la tradición psicoanalítica de la escuela freudiana (seguidores académicos de las hipótesis propuestas por Freud) se establece la homosexualidad como un producto de diversos eventos que sufre un individuo en las etapas del desarrollo psicosexual, en donde no ocurre una madurez heterosexual debido a una repercusión en alguna de estas etapas. La escuela freudiana rastrea un origen de la homosexualidad en la etapa fálica y las relaciones edípicas con los progenitores, en el que el individuo se identificará con la identidad parental del género opuesto y adquirirá la preferencia sexual de dicha identidad (Ejemplo: un varón que se identifica con su madre, desarrollará la preferencia androfílica que este observa en su madre), no logrando así, la madurez heterosexual.

#### Ambiente familiar y determinantes sociales
En las nociones no contemporáneas de la orientación sexual se presupone, según la noción popular, que la heterosexualidad es una orientación sexual predominante que es producto de la correcta crianza del infante, la cual puede ser alterada por distintos factores. Suelen identificarse distintas creencias populares que referían al origen de la homosexualidad, entre las que se ubica la homosexualidad como producto de un contagio social, como producto de una familia no convencional o como producto de traumas psicológicos. La mayoría de estas hipótesis suelen ser rechazadas ya que son irrelevantes en la determinación de la orientación sexual.
En la determinación de la orientación sexual según el ambiente familiar, se establecen distintas hipótesis. La hipótesis de la heterosexualidad como producto de un ambiente familiar sano es rechazada, debido a la probabilidad poblacional de otro tipo de orientaciones sexuales se presenten en ambientes familiares sanos y ambientes familiares poco sanos. Este modelo se preasume equivocadamente de acuerdo a que el ambiente familiar sano (formado, según la noción tradicional, por la familia nuclear que se compone de una pareja heterosexual) es propicio para el desarrollo de infantes sanos, ya que este modelo considera a otras orientaciones sexuales, ajenas a la heterosexualidad, como desórdenes mentales ocasionados por la interacción familiar particular. Del modelo anterior se desprende la hipótesis de la monoparentalidad y la homoparentalidad como determinantes en la conformación de la orientación sexual de un infante. Tanto la monoparentalidad, como la homoparentalidad, no presentan ningún efecto en la orientación sexual del infante, por lo que no son determinantes en el estudio de la orientación sexual. En la visión ética contemporánea sobre la adopción por parte de personas LGBT, se asegura que las estructuras familiar conformadas por LGBT son igualmente funcionales que la familia tradicional heterosexual, por lo que se asegura una neutralidad en el tema, de acuerdo a organismo oficiales como la American Psychological Association y la American Psychiatric Association.
La hipótesis del abuso sexual como determinante en la homosexualidad se entiende con una visión abstracta de la violación sexual masculino-masculino. El que perpetra la violación puede negar su homosexualidad en una forma confusa de agresividad que se cristaliza en acciones maquilladas de comportamientos hipermasculinos, proyectando posiblemente, deseos homosexuales en su víctima. En una recapitulación de la violación, la víctima puede experimentar pérdida temporal de control, acompañada de miedo constante y frecuentes cuestionamientos sobre su verdadera identidad sexual u orientación sexual. A pesar del modelo anterior, la orientación de los participantes se encuentra establecida desde un principio, por lo que la violación sexual no es relevante en la determinación de la orientación sexual en ambos involucrados.

#### Cultura como determinante en la orientación sexual
A la hipótesis de que la orientación sexual es determinada por los efectos del ambiente, se incluyen otros conceptos como la cultura y la región en la que se habita, basados en la noción tradicional no contemporánea de la diversidad de la orientación sexual. Ambos conceptos no suelen relacionarse mucho, ya que no son un factor determinante en el establecimiento de la orientación sexual, sino que solo suprimen socialmente la expresión de esta. Por diversos motivos como las legislaciones, los estereotipos, las creencias religiosas y el convencionalismo de la sociedad, un individuo será incapaz de reconocer su verdadera orientación sexual si la sociedad se lo impide. En sociedades donde existen pensamientos liberales que permiten el LGBT, será frecuente encontrar personas abiertamente reconocidas como LGBT. Debido a que este tipo de pensamiento liberal se concentra principalmente en zonas urbanas poco sujetas a las creencias religiosas y con legislaciones más modernas, se considera a la región en que se habita como un precursor de la orientación sexual; en cambio, si orientaciones sexuales como la homosexualidad son castigadas socialmente, se encontrarán pocas personas abiertamente homosexuales. En diversas visiones de la cultura occidental, la homosexualidad se ha convertido en una normalidad poblacional, dejando atrás las creencias anteriores al siglo XIX que aseguraban que la homosexualidad era una contradicción innatural que practicaban las personas que vivían en pecado, además de las creencias menos discriminatorias del siglo XIX y el siglo XX de que la homosexualidad era una perversión. En otro tipo de nociones tradicionales no contemporáneas, se relaciona el ambiente homosocial y el ambiente heterosocial como determinantes en la construcción de patrones conductuales de la orientación sexual heterosexual u homosexual. La homosocialidad y la heterosocialidad no tienen efectos en la conformación de la orientación sexual del individuo.

##### Elección y transgresión social
La hipótesis de la orientación sexual como producto de una elección voluntaria o como una transgresión social es completamente rechazada por los estudios científicos debido a que se entiende ampliamente que la orientación sexual no puede ser elegida, ni cambiada. Este modelo únicamente ampara la orientación sexual, y no la preferencia sexual, la cual puede tener un grado de elección voluntaria y manifestarse en comportamientos relacionados con la androfilia y la ginecofilia. Comportamientos adicionales como la heteroflexibilidad y la bicuriosidad no involucran una orientación sexual específica, ya regularmente representan una curiosidad personal, ajena a la verdadera orientación sexual del individuo. Una persona puede negar su verdadera orientación sexual al grado de llevar a cabo actos sexuales impropios de la naturaleza de su orientación sexual real; este hecho no altera la verdadera orientación del individuo.

##### Reorientación sexual
La terapia de reorientación sexual es un método terapéutico de intervenciones sociales en el que se pretende alterar la orientación sexual de un individuo, regularmente aquellas minorías sexuales para que empaten con la orientación sexual heterosexual. Las terapias suelen registrar una aparente efectividad que, en realidad, no altera la orientación sexual del individuo, sino que solo la suprime bajo la motivación personal alimentada con el deseo de la integración social o la identificación religiosa. La terapia de reorientación sexual es desaprobada por organizaciones como: American Psychological Association, American Psychiatric Association, American Psychoanalitical Association, American Academy of Pediatrics, American Counseling Association, National Association of Social Workers, American School Counselor Association y Canadian Psychological Association. Estas organizaciones aseguran que la terapia de reorientación sexual no es efectiva o puede ser psicológicamente impactante o disfórica para el individuo, además de que puede atentar contra los derechos y libertades de la expresión sexual.

## Demografía
No hay una cifra exacta del porcentaje de personas que tienen una orientación sexual determinada, en gran parte, debido a los prejuicios que hay en la sociedad sobre la orientación sexual. Por ejemplo, la homosexualidad y la bisexualidad es ilegal en varios países. Muchas personas temen decir que son homosexuales o bisexuales por la discriminación, por tanto las encuestas solo toman en cuenta a aquellas personas que dicen abiertamente ser homosexuales o bisexuales. En dichas encuestas los porcentajes son variados, con algunas que muestran hasta un 12% de la población que es homosexual o bisexual.

### A nivel mundial
En 2021 Ipsos realizó la encuesta más reciente y extendida a nivel internacional sobre la orientación sexual. Para realizar la investigación, se le pregunto a personas de 27 países de todos los continentes sobre su orientación sexual. La encuesta reveló que el 80% de los encuestados declararon sentir atracción sexual solo por personas del sexo opuesto, el 11% dijeron sentir atracción sexual solo por personas del mismo sexo o ambos sexos, y el 9% no respondió.
| País           | Consultora | Año  | Personas que dijeron sentir atracción sexual solo por personas del mismo sexo o ambos sexos | Personas que dijeron sentir atracción sexual solo por personas del sexo opuesto | No contesta/ No sabe |
| -------------- | ---------- | ---- | ------------------------------------------------------------------------------------------- | ------------------------------------------------------------------------------- | -------------------- |
| Estados Unidos | IPSOS      | 2021 | 13%                                                                                         | 83%                                                                             | 4%                   |
| Australia      | IPSOS      | 2021 | 16%                                                                                         | 77%                                                                             | 7%                   |
| Alemania       | IPSOS      | 2021 | 11%                                                                                         | 78%                                                                             | 11%                  |
| Argentina      | IPSOS      | 2021 | 10%                                                                                         | 85%                                                                             | 5%                   |
| Bélgica        | IPSOS      | 2021 | 16%                                                                                         | 81%                                                                             | 3%                   |
| Brasil         | IPSOS      | 2021 | 16%                                                                                         | 78%                                                                             | 6%                   |
| Chile          | IPSOS      | 2021 | 13%                                                                                         | 83%                                                                             | 4%                   |
| Colombia       | IPSOS      | 2021 | 6%                                                                                          | 91%                                                                             | 3%                   |
| China          | IPSOS      | 2021 | 11%                                                                                         | 85%                                                                             | 4%                   |
| Canadá         | IPSOS      | 2021 | 13%                                                                                         | 81%                                                                             | 6%                   |
| Francia        | IPSOS      | 2021 | 13%                                                                                         | 80%                                                                             | 7%                   |
| Reino Unido    | IPSOS      | 2021 | 15%                                                                                         | 79%                                                                             | 6%                   |
| Suecia         | IPSOS      | 2021 | 12%                                                                                         | 83%                                                                             | 5%                   |
| España         | IPSOS      | 2021 | 10%                                                                                         | 83%                                                                             | 7%                   |
| Italia         | IPSOS      | 2021 | 9%                                                                                          | 87%                                                                             | 4%                   |
| México         | IPSOS      | 2021 | 11%                                                                                         | 85%                                                                             | 4%                   |
| Corea del Sur  | IPSOS      | 2021 | 9%                                                                                          | 84%                                                                             | 7%                   |
| Países Bajos   | IPSOS      | 2021 | 12%                                                                                         | 81%                                                                             | 7%                   |
| Sudáfrica      | IPSOS      | 2021 | 10%                                                                                         | 86%                                                                             | 4%                   |
| Perú           | IPSOS      | 2021 | 8%                                                                                          | 92%                                                                             | 0%                   |
| Rusia          | IPSOS      | 2021 | 4%                                                                                          | 91%                                                                             | 5%                   |
| India          | IPSOS      | 2021 | 17%                                                                                         | 69%                                                                             | 14%                  |
| Polonia        | IPSOS      | 2021 | 9%                                                                                          | 88%                                                                             | 3%                   |
| Turquía        | IPSOS      | 2021 | 7%                                                                                          | 86%                                                                             | 7%                   |
| Hungría        | IPSOS      | 2021 | 7%                                                                                          | 89%                                                                             | 4%                   |
| Japón          | IPSOS      | 2021 | 6%                                                                                          | 81%                                                                             | 13%                  |
| Malasia        | IPSOS      | 2021 | 12%                                                                                         | 64%                                                                             | 25%                  |

### Población que reporta conductas sexuales hacia personas del mismo sexo
Los estudios demográficos sobre el porcentaje poblacional que reporta algún tipo conductas sexuales (atracción sexual, deseos sexuales o relaciones sexuales) hacia personas del mismo sexo no tienden a considerar la identificación de la persona como heterosexual, homosexual o bisexual. En el Informe Kinsey se registran distintos porcentaje que refieren únicamente a las experiencias sexuales de tipo homosexual que registró una población selecta, donde: 37% de los varones entrevistados experimentaron alguna vez un orgasmo homosexual a partir de la adolescencia, 13% de los varones sintieron deseos homosexuales, 25% de ellos tuvieron experiencias homosexuales no incidentales entre las edades de 16 a 55 años y 18% mantuvieron igual número de relaciones heterosexuales que homosexuales; mientras que en un informe Kinsey sobre la homosexualidad femenina se registró que 13% de mujeres habían experimentado algún orgasmo homosexual a partir de la adolescencia.
En el estudio Homosexuality/Heterosexuality: Concepts of Sexual Orientation (1990) de David P. McWhirter, Stephanie A. Sanders y June Machover Reinisch se registró que un porcentaje de 13.95% de masculinos y 4.25% de femeninos habían sostenido experiencias homosexuales regulares de una manera no incidental. En The Janus Report on Sexual Behavior (1993) por Sam Janus y Cynthia L. Janus se registró que 9% de los varones y 5% de las mujeres se encontraban envueltos en recurrentes experiencias homosexuales. En The Social Organization of Sexuality: Sexual Practices in the United States (1994) de Edward O. Laumann, John H. Gagnon, Robert T. Michael y Stuart Michaels, se reportó que 7.7% de los varones y 7.5% de las mujeres presentaban constantes deseos homosexuales. En The Prevalence of Homosexual Behavior and Attraction in the United States, the United Kingdom and France: Results of National Population-based Samples (1995) por Randall Sell, James A. Wells y David Wypij, se reportó que 6%-10% de los varones y 2%-4% de las mujeres reportaban haber tenido experiencias homosexuales.
| Trabajo académico                                          | Año       | Personas que reportan algún tipo de atracción hacia personas del mismo sexo |
| ---------------------------------------------------------- | --------- | --------------------------------------------------------------------------- |
| Australian Longitudinal Survey of Health and Relationships | 2005      | 6.5%                                                                        |
| National Survey of Family Growth                           | 2006-2008 | 11%                                                                         |

| Trabajo académico                                          | Año       | Personas que reportan algún tipo de comportamiento sexual con personas del mismo sexo |
| ---------------------------------------------------------- | --------- | ------------------------------------------------------------------------------------- |
| Australian Longitudinal Survey of Health and Relationships | 2005      | 8.8%                                                                                  |
| National Survey of Family Growth                           | 2006-2008 | 7.5%                                                                                  |
| Norwegian Living Conditions Survey                         | 2010      | 6.9%                                                                                  |

### Población asexual
En el año 1983, Paula Nurius publica un estudio estadístico que retrata el comportamiento sexual y los principios médicos y psicológicos de la orientación sexual. El estudio incluyó a 689 estudiantes universitarios a quienes se les preguntó la frecuencia con la que practicaban relaciones sexuales y lo que involucraban en ellas. Los resultados serían clasificados en un graduado de 0-100 en heteroerotismo y homoerotismo; los resultados que dieran una puntuación de 10, o menor, en ambos graduados serían catalogados como asexual. Los resultados del estudio arrojaron un porcentaje total de 5% de masculinos y 10% de femeninos clasificados en la categoría asexual.
En consideraciones generales de la demografía mundial de la orientación sexual, se considera que aproximadamente el 1% de la población mundial es asexual. Este estudio, realizado en Reino Unido a 18,884 habitantes en el año 1994, es uno de los trabajos más citados actualmente para establecer una visión estadística de la población mundial que es asexual; este estudio fue realizado originalmente para recolectar información sobre los hábitos y comportamientos sexuales de las habitantes de Reino Unido como parte de una investigación fundamentada en la salud sexual y el sida.

### Informe Kinsey
A finales de los años 1940 y los primeros años de 1950, Alfred C. Kinsey publica distintos ensayos basados en recopilaciones y encuestas sobre el comportamiento sexual humano en un contexto moderno, distinto de las nociones tradicionales que soportaban la moral victoriana conservadora. Los estudios de Kinsey fueron revolucionarios por reconsiderar la frecuencia de los componentes sexuales de la naturaleza humana. En 1948 publica el libro Sexual Behaviour in the Human Male (Comportamiento Sexual en el Humano Masculino), seguido cinco años más tarde por una contraparte llamada Sexual Behaviour in the Human Female (Comportamiento Sexual en el Humano Femenino), todo como una respuesta a las cuestionantes modernas del comportamiento sexual humano en estudios de la Universidad de Indiana. 
El resultado de la investigación de ambos libros es conocido como Informe Kinsey, en él se plasman distintas estadísticas que refieren al comportamiento sexual de una muestra poblacional masculina y una muestra poblacional femenina. La moral condenó dichos resultados por incluir estadísticas que no solían ser consideradas en informes sobre la sexualidad humana, el informe incluía frecuentes reseñas sobre la homosexualidad y la sexualidad adolescente. Los hallazgos referían principalmente a la orientación sexual y los componentes de su determinación psicológica, demostrando la frecuencia de la homosexualidad y la bisexualidad en la sociedad y los deseos o experiencias sexuales homosexuales en la población heterosexual (tomando en cuenta varias muestras de distintos estratos socioeconómicos).
Kinsey reportó en Sexual Behaviour in the Human Male (1948) lo siguiente:
- El 37% de los varones reportó haber experimentado un orgasmo homosexual en la posadolescencia.
- El 13% de los varones reportó haber sentido deseos homosexuales.
- El 25% de los varones reportó haber tenido experiencias homosexuales "no incidentales" (de poca regularidad) en la posadolescencia y la etapa adulta.
- El 18% de los varones reportó haber mantenido relaciones homosexuales y heterosexuales en un balance promedio.
- El 10% de los varones reportó tener conducta estrictamente homosexual en un periodo mínimo de tres años.
- El 4% de los varones manifestó una conducta estrictamente homosexual durante toda su vida, después de la adolescencia.
- El 1.5% de los varones fueron clasificados en la categoría "X" para clasificar a la nula respuesta en los espectros de heterosexualidad u homosexualidad (asexualidad). Kinsey reportó los siguientes porcentajes: varones solteros sin matrimonios anteriores, 3-4%; varones en matrimonio, 0%; varones con matrimonios anteriores, 1-2%.

Kinsey reportó en Sexual Behaviour in the Human Female (1953) lo siguiente:
- El 13% de mujeres reportó haber experimentado un orgasmo homosexual en la posadolescencia.
- El 3% de las mujeres reportó tener conducta estrictamente homosexual en un periodo mínimo de tres años.
- Kinsey reportó mujeres bajo la categoría "X" para aquellas personas que no clasificaban bajo los espectros de heterosexualidad u homosexualidad. Kinsey reportó lo siguiente: mujeres solteras sin matrimonios anteriores, 14-19%; mujeres en matrimonio, 1-3%; Mujeres con matrimonios anteriores, 5-8%.